# 1K17 샤티에

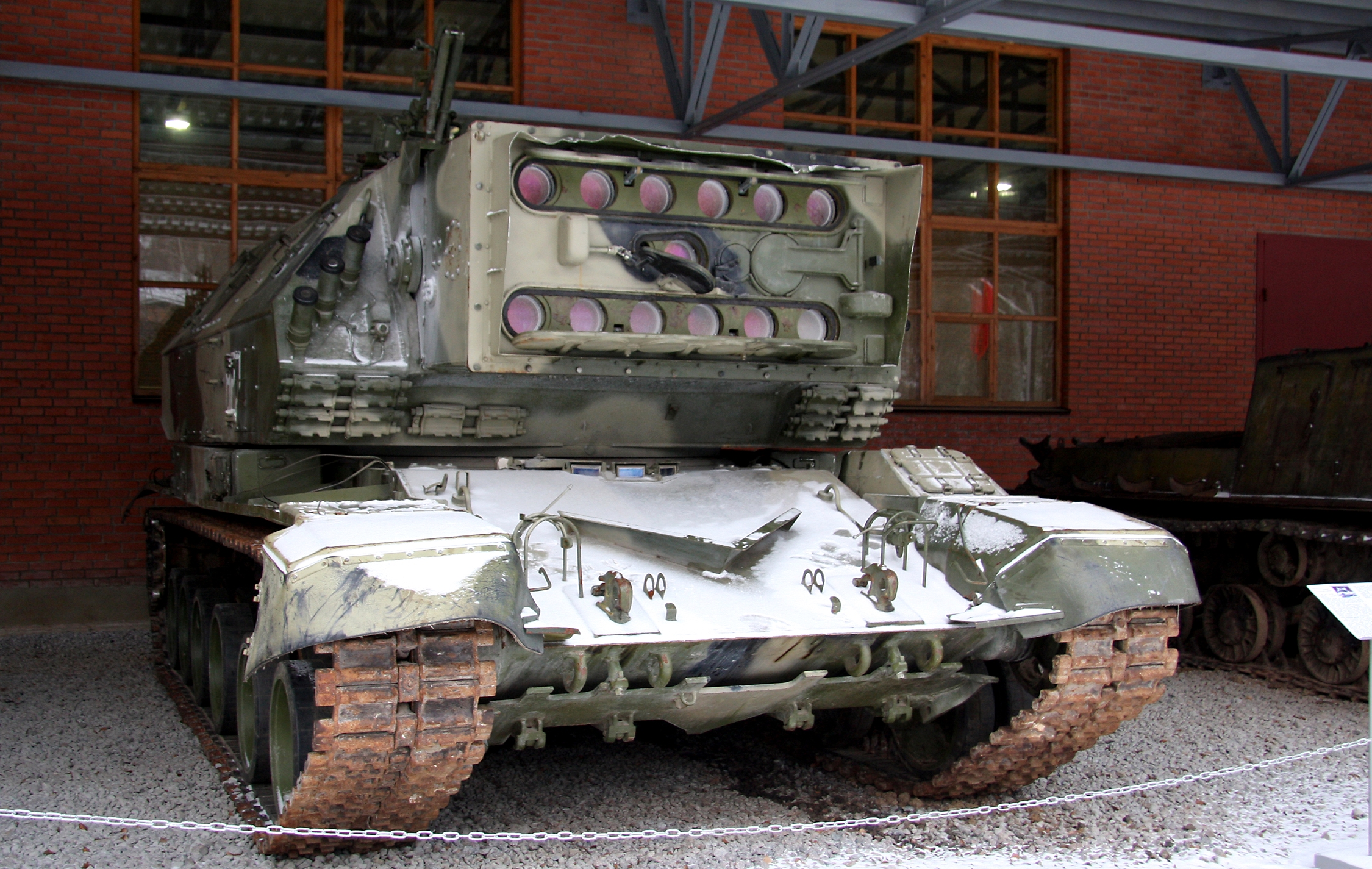
보존된 1K17 샤티에

1K17 샤티에(1K17 Szhatie, 러시아어: 1К17 Сжатие — "압축")는 소련에서 생산된 자체 추진 레이저 차량이다. 플랫폼은 포탑에 레이저 프로젝터 배터리가 장착된 Msta-S 섀시를 사용한다. 이 장치는 적의 미사일, 지상 및 공중 차량의 광학 전자 장비를 비활성화하기 위해 소련에서 개발되었다.

## 역사
1K17 샤티에는 1970년대와 1980년대에 개발되었다. 소련은 계획을 비밀로 유지하려고 시도했지만 미 국방부는 탈북자들로부터 도면을 입수했다. 서방 정보국 코드에서는 이를 스틸레토(Stiletto)라고 명명했다. 소련이 붕괴되면서 레이저 프로젝션 시스템의 개발 및 제조 비용이 너무 비싸고 불필요해지면서 샤티에의 개발이 중단되었다. 이 "탱크" 중 두 대가 테스트되었으며, 하나는 폐기되었고 다른 하나는 모스크바 근처 육군 기술 박물관에 전시되었지만 레이저 프로젝터는 없었다.